# İhlas Holding
Ихлас холдинг (тур. İhlas Holding) — турецкий медиахолдинг, основанный Dr. Enver Ören в 1970 году, когда впервые была издана ежедневная газета Türkiye. С тех пор, газета Türkiye превратилась в одно из сильнейших средств массовой информации а также явилась мощным двигателем роста для других видов коммерческой деятельности Ихлас холдинга. Сегодня, Ихлас продолжает свой список удачных инвестиций, извлекая выгоду из благоприятного экономического развития у себя в стране и за рубежом. Стабильный уровень роста был достигнут благодаря целенаправленной стратегии и неустанной решимости. В силу своих достижений, Ихлас холдинг стал одной из наиболее видных компаний Турции.
Ихлас холдинг в настоящее время ведет деятельность в ряде отраслей, включая СМИ, маркетинг, строительство, здравоохранение, образование, страхование и инвестиции в недвижимость. Группа учредила обширнейшую дистрибьюторскую сеть, знакомящую более 20 млн семей с продукцией бренда Ихлас.
Стратегия Ихлас холдинг на предстоящий период заключается в укреплении его позиций в отраслях СМИ, маркетинга и строительства, достижении реального роста на базе акционерного капитала. Наша цель состоит не в том, чтобы просто расти, а скорее всего в том, чтобы поддерживать стабильный рост, сопровождающийся увеличением продуктивности и прибыльности.
Трехлетний период экономического возрождения Турции, после кризисов 1999-го и 2000-го годов, сопровождался семикратным увеличением акционерного капитала Ихлас холдинг (выраженном в Турецких лирах). Этот успех, достигнутый в непростых экономических условиях, увеличивает рвение и решимость в достижении поставленных целей.
В состав холдинга входит информационное агентство Ихлас.